# Autopropriedade
Autopropriedade (em inglês: self-ownership) é o conceito de propriedade privada de que cada pessoa é a exclusiva proprietária de si mesma. Este princípio considera que toda pessoa tem o direito de utilizar o seu próprio corpo da maneira que preferir, desde que não interfira na integridade física ou no controle da propriedade de outras pessoas. 

## Visão geral
O axioma da autopropriedade é a base para a ética argumentativa. Para Hoppe, o direito de autopropriedade é o mais básico dos direitos pois é uma pré-condição para argumentação, que por sua vez, é uma pré-condição para a resolução de qualquer conflito ético. Sem a exclusiva propriedade do seu próprio corpo, do seu cérebro, das cordas vocais, da sua boca ou de qualquer outro meio para comunicação, é impossível a argumentação. Para exemplificar, um cenário hipotético em que A estivesse no controle do cérebro ou da boca de B e utilizasse o corpo de B para argumentar, quem estaria argumentando seria A, mesmo que através do corpo de B. Assim, é impossível que uma pessoa argumente sem ter a propriedade de si mesma. Por fim, Hoppe complementa, a resolução de um conflito ético é impossível de acontecer sem a argumentação: uma pessoa poderia ter uma disputa de propriedade com um animal, mas ele nunca poderia ser resolvido através de uma norma de propriedade privada, uma vez que o animal não tem como argumentar. Assim, conclui-se que para a existência de um direito é necessária a capacidade de argumentação e para a capacidade de argumentação é necessária a propriedade de si mesmo.
Em seu livro The Ethics of Liberty Murray N. Rothbard explica que só existem três possibilidades lógicas para resolução de quem tem direito à propriedade de uma pessoa:
- a pessoa tem 100% de propriedade sobre ela, e aqui não ficam dúvidas sobre o controle e a propriedade;
- a pessoa não tem 100% de propriedade sobre ela e aplica-se o conceito comunista de que todos tem direitos iguais. Assim, todos teriam direitos a uma minúscula parte de cada pessoa no mundo. Rothbard explica que esta solução gera uma série de problemas operacionais, como por exemplo a necessidade de aprovação de toda a humanidade para uma simples decisão. Sem falar no problema de todas as pessoas não estarem no controle da pessoa em questão.
- a pessoa não tem 100% de propriedade sobre ela e um grupo tem propriedade sobre parte desta pessoa. O problema apresentado por Rothbard nesta possibilidade é a impossibilidade de uma ética universal e igual para todos os seres humanos, uma vez que sempre terá um grupo superior ao outro, com regras arbitrárias de que grupo terá direito sobre outro grupo ou indivíduo.

Para Rothbard, portanto, a autopropriedade é essencial para uma ética universal e atemporal racionalmente construída.

## Os limites da autopropriedade
Butler Shaffer explica que no senso comum e na common law os limites da autopropriedade se estendem pelas dimensões físicas tridimensionais do corpo, do começo ao fim da epiderme, podendo passar pelo que alguns chamam de “aura”. Alguns exemplos da importância de se definir as fronteiras da propriedade de si mesmo estão nos conflitos gerados em questões como o aborto, o direito ao suicídio, o uso de drogas e se uma pessoa continua tendo direito aos órgãos após eles serem removidos do corpo.

## Críticas ao conceito de autopropriedade
Uma das críticas ao conceito de autopropriedade foi elaborada por Gerald Cohen, que tem como principal argumento o fato de que a união do conceito de autopropriedade com uma distribuição não igualitária de recursos escassos levaria a prejuízo de outros indivíduos e portanto ilegítima.